# Lindener Marktplatz

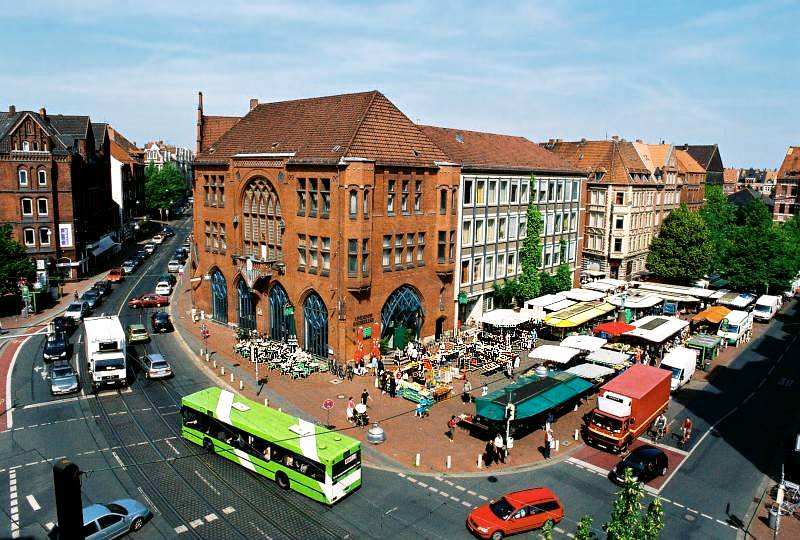
Der Lindener Marktplatz mit dem (Neuen) Lindener Rathaus und einem Blick in die Egestorffstraße

Der Lindener Marktplatz ist das Zentrum des hannoverschen Stadtteils Linden-Mitte.

## Beschreibung

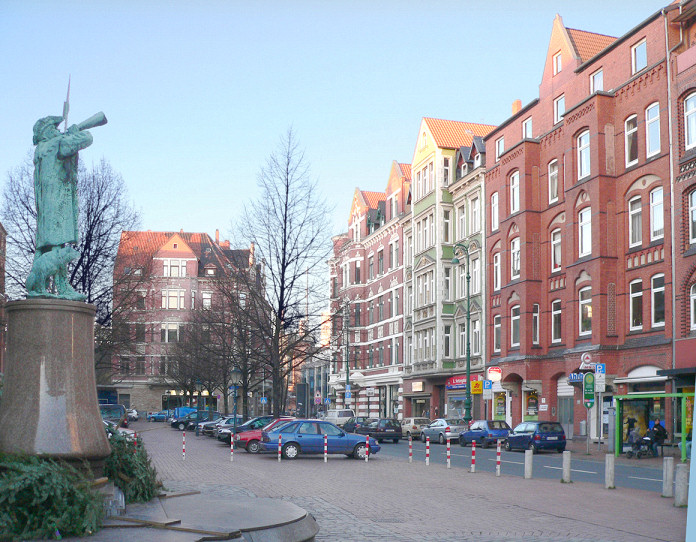
Lindener Marktplatz, links der Nachtwächter-Brunnen von 1896

Der Lindener Marktplatz ist ein etwa 250 Meter langer und 50 Meter breiter Platz, der an drei Seiten von Häusern gesäumt wird. Eine Hälfte des Platzes wird als Parkplatz genutzt, die andere Hälfte um den Nachtwächterbrunnen ist Freifläche. Jeden Dienstag und Samstag vormittags findet auf dem Platz ein Wochenmarkt statt, wobei dienstags nur die Parkplatzhälfte in Anspruch genommen wird.
Außer dem Lindener Rathaus ist der Platz von mehrgeschossigen Wohn- und Geschäftshäusern gesäumt. In deren Erdgeschossen befinden sich ein spanisches Restaurant, Cafés und Läden. Eine der ältesten Lindener Gaststätten befindet sich am Marktplatz und hieß früher Zum Holländer, heute Centrum. Schon auf dem Bild zur Einweihung des Nachtwächterbrunnens von 1896 ist der Schriftzug der Gaststätte zu erkennen. An der nördlichen Seite des Platzes liegt die Villa Stephanus.
In der an den Marktplatz angrenzenden Falkenstraße befindet sich die Haltestelle der Stadtbahnlinie 9 (Hauptbahnhof–Empelde). Die Busse der Linien 100/200 und 120 halten direkt am Marktplatz.
| Linie | Verlauf                                                                                                | Grundtakt                                  |
| ----- | --- | ------------------------------------------ |
| 9     | Hauptbahnhof – Kröpcke – Markthalle/Landtag – Waterloo – Schwarzer Bär – Lindener Marktplatz – Empelde | 10 min (werktags) 15 min (sonn-/feiertags) |

## Geschichte

Lindener Rathaus vor dem Zweiten Weltkrieg

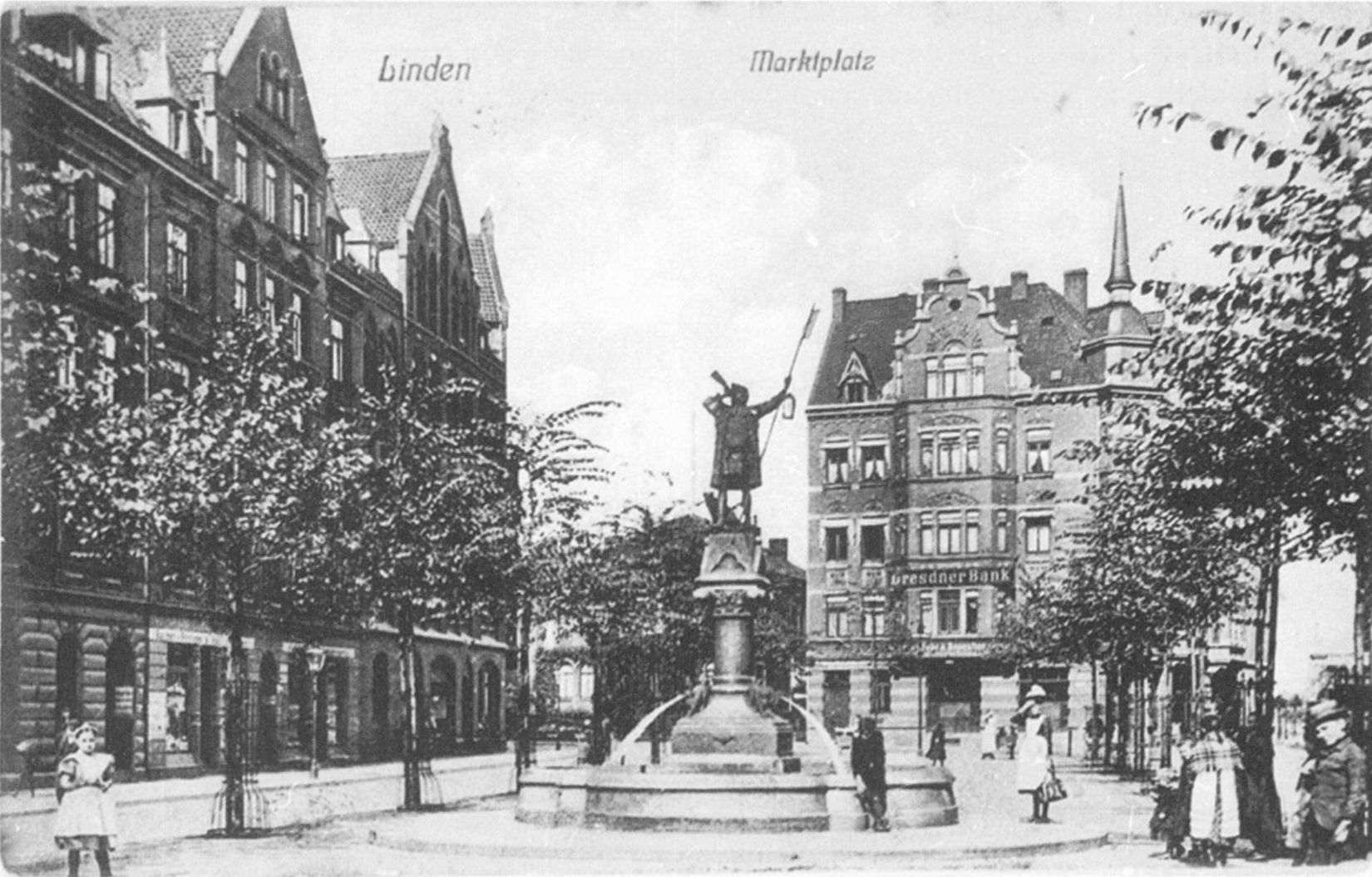
Postkarte, ca. 1900

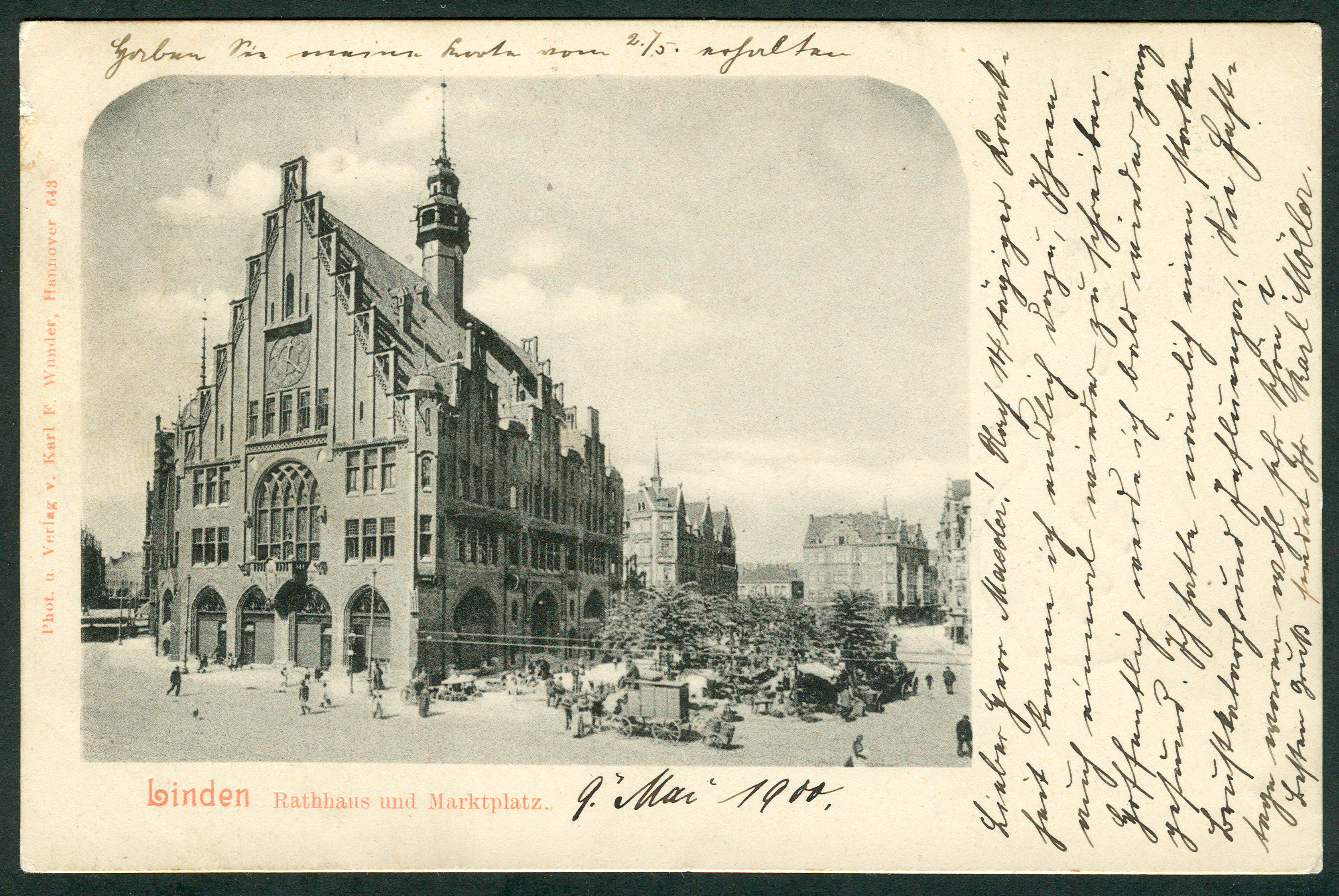
Rathaus mit Markt um 1900

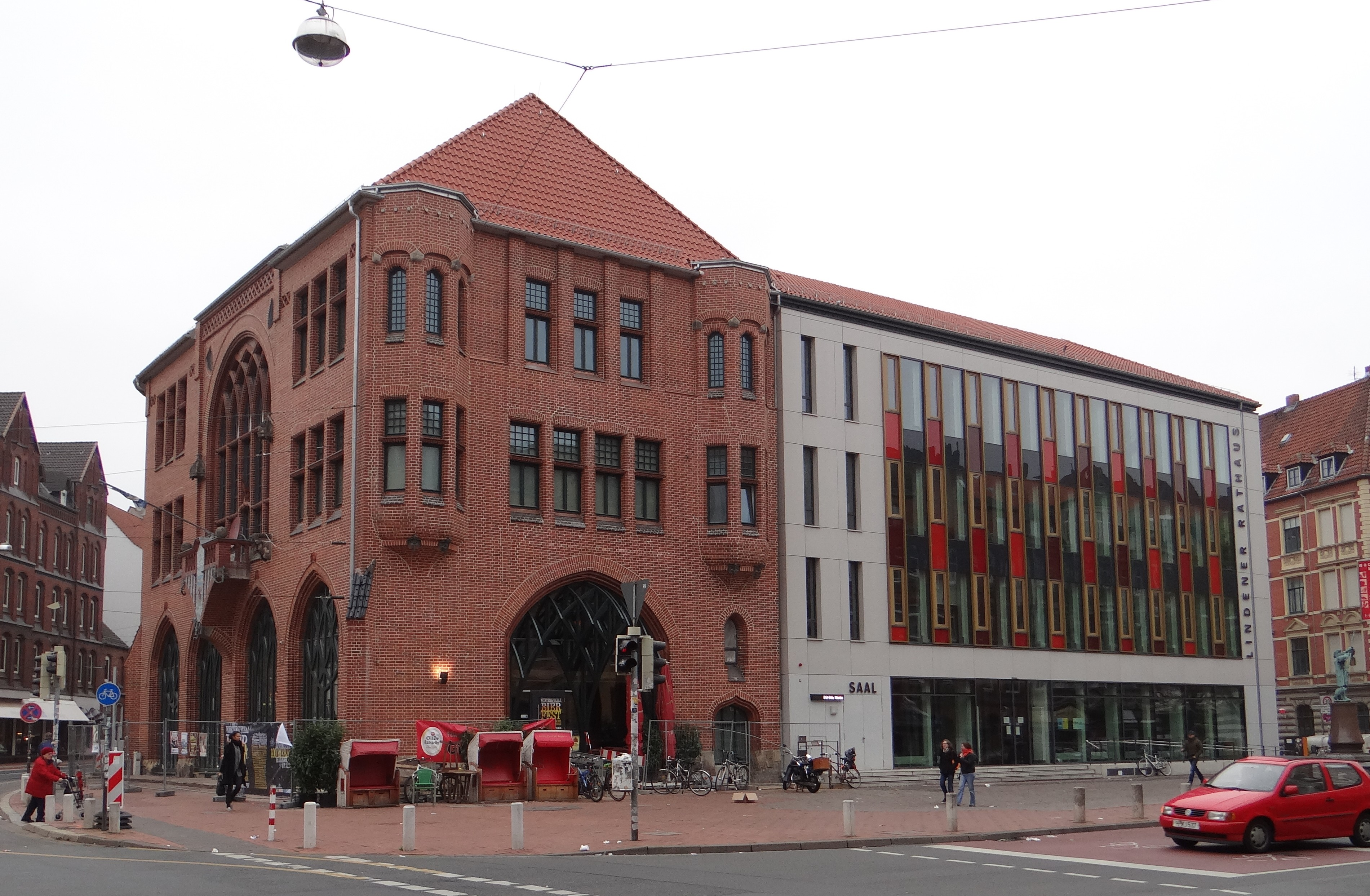
Lindener Rathaus 2013 nach Umbau

Nachdem Linden 1885 das Stadtrecht verliehen wurde, hatte es 25.570 Einwohner und 69 Straßen, die zum Teil bereits kanalisiert und durch 209 Gaslaternen beleuchtet waren. Allerdings fehlte noch ein zentraler Platz, an dem sich die Bürger treffen und versammeln können. Deswegen wurde 1894 der Marktplatz für das neue Ortszentrum angelegt. Bei den Bauarbeiten des Platzes entstanden auch repräsentative Straßen und Wohngebäude im Gründerzeit-Stil für den bürgerlichen Mittelstand.
Im September 1896 wurde der Nachtwächterbrunnen auf dem Lindener Marktplatz eingeweiht. Eigentlich sollte die Brunnenfigur des Bildhauers Hans Dammann auf dem hannoverschen Holzmarkt aufgestellt werden. Dort entschied man sich aber kurzfristig für ein anderes Modell, woraufhin der Magistrat von Linden die Figur spontan für die Brunnenanlage auf dem Lindener Markt erwarb.
Um den Lindener Marktplatz als Stadtzentrum als auch Linden als eigenständige Stadt zu etablieren, schrieb der Lindener Magistrat einen Architektur-Wettbewerb für das neue Rathaus aus, das am Lindener Marktplatz gebaut werden sollte. Umgesetzt wurde der Entwurf vom Wettbewerbsgewinner Emil Seydel aus Halle an der Saale.
Im Jahre 1899 wurde das neue Rathaus am Marktplatz für 495.000 Goldmark fertiggestellt und eingeweiht. Gegenüber entstand kurz darauf das Gebäude des Kaiserlichen Postamtes. Im Zweiten Weltkrieg wurde Hannover ab Ende des Jahres 1943 regelmäßig von den Alliierten bombardiert. Zum Glück für Linden fielen dort bei weitem nicht so viele Bomben wie in der Innenstadt von Hannover. Bei den Bombardements wurde jedoch das Lindener Rathaus stark beschädigt. Erst 1954/55 konnte es wieder aufgebaut werden. Die Post wurde allerdings so massiv zerstört, dass sie nicht wieder aufgebaut, sondern in den 1960er Jahren durch ein modernes Gebäude ersetzt wurde.
Im Jahr 2001 kehrten die sogenannten Bischofsstäbe (Straßenlaternen) auf Initiative des Lindener Bürgervereins auf den Marktplatz zurück.
Das Lindener Rathaus wurde 2012/13 umfangreich renoviert, dabei wurde der Nachkriegsbauteil vollkommen entkernt und mit einer neuen Fassade versehen.

## Geburtshaus Hannah Arendt

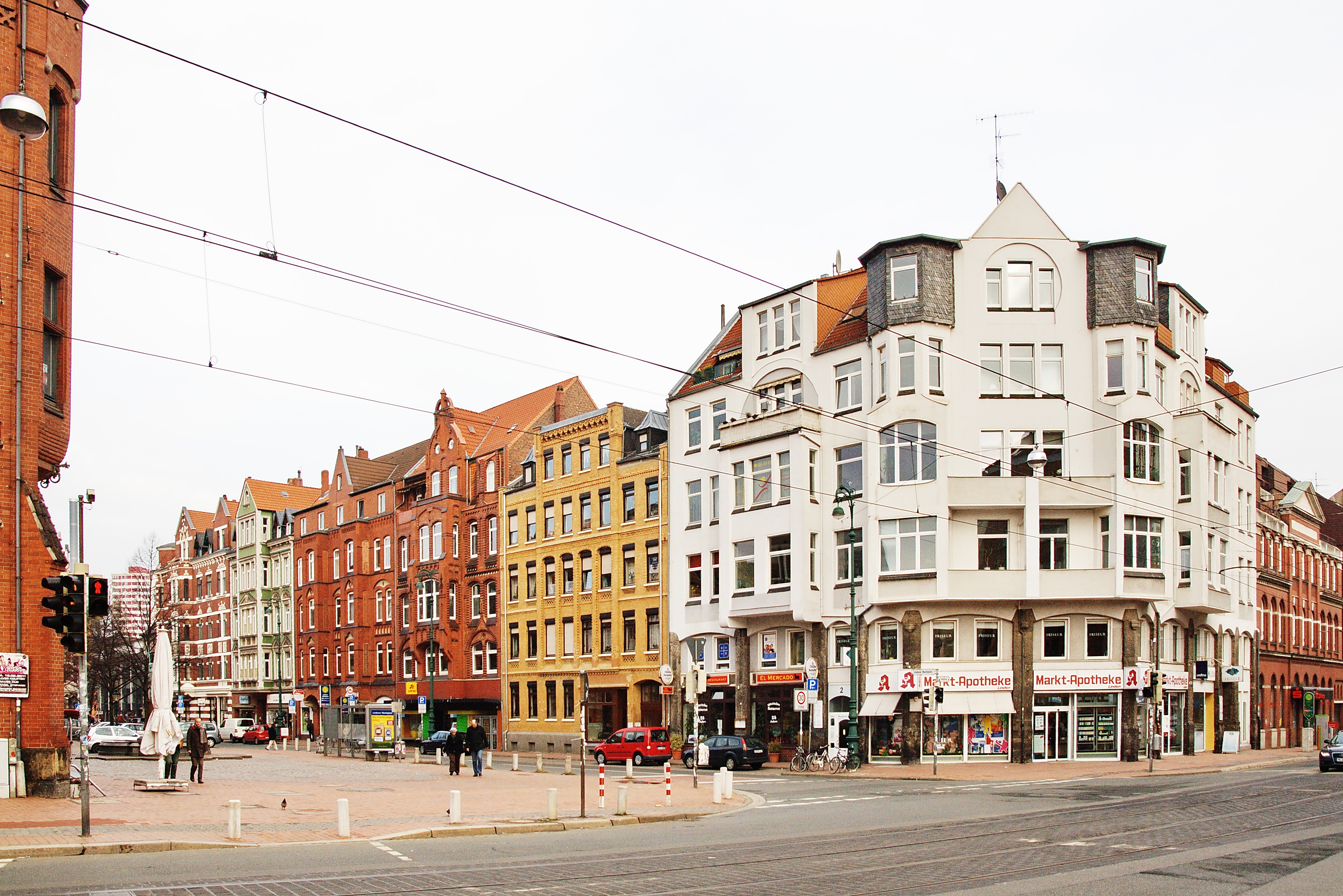
Geburtshaus Hannah Arendt am Lindener Marktplatz 2

Im Haus Lindener Marktplatz 2 wurde 1906 die Schriftstellerin und Politologin Hannah Arendt geboren. Im Alter von knapp drei Jahren zog sie mit ihrer Familie nach Königsberg. Ihr zu Ehren wurde an ihrem Geburtshaus eine Gedenktafel angebracht.